# Fejervarya altilabris
Fejervarya altilabris är en groddjursart som först beskrevs av Edward Blyth 1856.  Fejervarya altilabris ingår i släktet Fejervarya och familjen Dicroglossidae. IUCN kategoriserar arten globalt som otillräckligt studerad. Inga underarter finns listade i Catalogue of Life.